# Vittorio Schweiger
Vittorio Schweiger (Trieste, 19 febbraio 1910 – Vittorio Veneto, 5 febbraio 2005) è stato un pittore italiano.

## Biografia
Inizia la propria formazione in Alto Adige con Franz Lenhard come insegnante di disegno, noto esponente della Scuola di Monaco. Nel 1930 si trasferisce a Pieve di Cadore, dove entra in contatto con i principali pittori cadorini e bellunesi tra cui Tiziano De Luca Cinque, Celso Valmassoi, Pio Solero, Rino D'Ambros, Virginio Doglioni, Fiorenzo Tomea, Augusto Murer e Bruno Milano.
Fa la sua prima mostra nel 1933 e di lì in poi è presente alle maggiori collettive della provincia di Belluno e del Veneto, guadagnandosi l'accesso alla Biennale di Venezia del 1948 e alla Quadriennale di Roma del 1951.
Negli anni successivi partecipa ad alcune mostre alla Fondazione Bevilacqua La Masa di Venezia e alla Triveneta di Padova.
Nel 1961 vince il Premio internazionale d'arte La Colomba, a Venezia.
Negli anni successivi decide di ritirarsi dagli scenari più esposti come le mostre in seguito al diffondersi di forme pittoriche e tendenze mercantili abnormi che erano a lui estranee, continuando a produrre opere in coerenza con il suo stile di essenzialità della forma pittorica.
Per i suoi sessant'anni di pittura si organizza una personale a Venezia nel 1991, presso il Centro d'arte San Vidal. Nel 1998 offre una antologica del suo ultimo decennio nella Casa Abbaziale di Rua di Feletto.
Ha continuato a produrre opere fino alla sua morte, avvenuta all'età di 95 anni a Vittorio Veneto, città in cui si era trasferito da tempo.
Dopo la sua morte, in occasione del decennale della mostra a fine 2008, è organizzata un'altra mostra nell'Antico Eremo Camaldolese, sede municipale, sempre a Rua di Feletto.
A cavallo tra il 2009 e il 2010 viene allestita un'altra mostra dal titolo "L'arte di Vittorio Schweiger in un secolo inquieto 1910-1995" a Villa Letizia a Treviso.
Nel luglio del 2014 viene allestita presso la sala esposizioni del comune di Auronzo di Cadore una mostra con le sue opere dal titolo "Vittorio Schweiger: c'ero anch'io...".
Dal 14 novembre 2015 al 10 gennaio 2016 in occasione del decennale dalla scomparsa del Maestro è stata allestita presso il museo del Cenedese a Vittorio Veneto una mostra dal titolo "Mater", una raccolta di sue opere con il tema della maternità